# 이추악
이추악(李秋岳, 1901년 ~ 1936년)은 한국의 독립운동가이자 중국공산당에 가입한 최초의 여성이다. 독립운동가 양림의 아내다. 동북 만주벌판의 항일투쟁사에서 '항일 여영웅'으로 추앙받고 있다.

## 생애
본명은 김금주(金錦珠)이며, 항일투쟁을 하면서 장일지, 류옥명이라는 가명을 썼다. 혁명 활동에 걸맞은 이름을 짓기 위해 중국의 근대 여걸인 추근(秋瑾)의 이름에서 '추'자를 따고, 남송의 충신인 장군 악비(岳飛)의 이름에서 '악'자를 따와 합자해 '추악'이라고 지었다고 한다.
1901년 평안남도에서 태어났다. 7살 때 아버지를 여의고 어머니 슬하에서 자라났다. '3.1운동' 때 평양 숭실여학교에 다니던 이추악은 반일 학생운동에 뛰어들어 선봉에 서는 등 치열하게 싸웠다. 이때 양림과 뜻이 맞아 항일투쟁을 하며 평생을 같이하기로 언약했다.
양림이 항일투쟁을 위해 중국으로 떠난 뒤 이추악은 일제의 탄압을 피해 24년 양림이 있던 중국 광저우를 찾는다.
이추악은 일제의 체포령을 피해 양림이 황푸군관학교에 있을 때 중국 광저우로 가 양림과 결혼했다. 이추악은 1925년 2월 광둥혁명군의 제1차 동정 때 선전대에서 영용하게 싸웠으며, 양림보다 몇 달 늦은 25년 가을 중국공산당에 가입한다. 한국 여성으로는 첫 가입이었다. ‘같은 해 태어나 같은 해 중국공산당에 가입한 뒤 같은 해 죽은 혁명가 부부.’ 양림과 그의 부인 이추악은 중국혁명의 길을 함께 걸으며 생사고락을 같이 하다 비극의 죽음을 맞았다.
이추악은 1925년 2월 광동 혁명군 선전대 사업 일군으로 진형명 군벌을 치는 제1차 동정에 참가한 데 이어 1925년 6월 양희민·류진환 군벌을 치는 제2차 동정에도 참가하였다. 광저우 봉기가 실패한 뒤 공산당에 대한 탄압이 심해지자 이들 부부는 27년 소련 모스크바로 유학길에 오른다. 여기서 양림은 군사학을, 이추악은 정치학을 공부한다. 30년 중국으로 돌아온 이들 부부는 32년 서로의 활동 근거지가 갈리면서 ‘생이별’을 한 뒤 죽을 때까지 만나지 못한다.
1930년 봄 중국으로 돌아온 이추악은 심양동만특위에서의 활동을 시작으로 1931년 9·18 사변 이후에는 중국 공산당 만주성 위원회 부녀 위원회에서 활동하였고, 1932년 여름에는 중국 공산당 주하 중심 현위 위원 및 부녀 부장, 1934년 봄에는 중국 공산당 주하현 철북구위 서기를 지냈다.
<헤이룽장성 조직사 자료>를 보면, 이추악은 31년 말에서 이듬해 초까지 중국 만주성위 위원을, 32년 6월부터 다음해 말까지 헤이룽장성을 중심으로 한 지역위원회 위원이라는 지위까지 올라간다.
하얼빈에서 함께 지내던 남편 양림이 1933년 7월 장시 소비에트지구로 가지만 이추악은 계속 하얼빈에 남아 반일회, 반제동맹 등 혁명조직 활동을 하였다. 1934년 초, 만주성위 대표 하성상이 중앙소비에트 대표대회 때 루이진에 갔다가 마오로부터 이추악을 양림이 있는 중앙 소비에트로 보내줄 것을 요청받았다.
이에 따라 만주성위는 리추악을 보내려 했으나 당시 장제스의 포위 소탕전이 벌어지는 등 형세가 험악해지자 보내지 못했다. 이추악은 그후 1936년 2월 통하지구에서 동북항일련군 제3군의 물자후원사업을 하는 등 근거지 창설작업을 추진하다 같은 동족인 안병수의 밀고로 체포됐다. 일본군은 이추악이 갖은 고문과 악형에도 굴하지 않자 그해 9월 3일 통하현성 서문밖에서 총살했다. 그의 나이 35살이었다.
양림은 1936년 2월 황하 전선에서 총탄을 맞고 전사했다. 15군단 75사단 참모장으로 황허 도하작전을 성공적으로 이끌고 목숨을 잃었다.